# Viktor og Viktoria
Viktor og Viktoria er en dansk film fra 1993, instrueret af Linda Wendel.

## Medvirkende
- Christian Potalivo
- Amalie Ihle Alstrup
- Lars Knutzon
- Lene Brøndum
- Peter Larsen
- Anne Marie Helger
- Tina Gylling Mortensen